# 健人 (俳優)
健人（けんと、1993年11月6日 - ）は、日本の俳優である。大阪府出身。身長178cm。

## 来歴
- 2011年から2.5次元ミュージカルを中心に活動している。
- 2019年に新感覚アーティストグループTFGとしてメジャーデビュー[2]。メンバーカラーは緑。
- 2020年8月31日、スペースクラフトを退社。退社に伴いTFGを卒業。[3]
- 2021年9月1日、Star Dream Companyへの所属を発表[1]。

## 人物
- 俳優界でもきってのゲーム好きであり、FPSを中心に多くのゲームを愛する。
- 2021年3月18日、ゲームチャンネル「Kent Channel」がOPENRECにて配信開始。[4]
- 2023年6月2日、ストリーマー「KENT」としてNebula e-Sportsへの所属を発表。[5]

## 出演

### 舞台
- Be Withプロデュース VOL.18 THE BUTTERFLY EFFECT CHRONICLE 「Blood Heaven〜第七天国」（2011年6月23日 - 26日、キンケロ・シアター） - アンリ 役[6][7]
- 信長（2011年9月7日 - 11日、全労済ホール/スペース・ゼロ）
- 『新たに舞い降りた天正遣欧少年使節〜お洒落なラフォーレでヴィバれ！イベント〜』（2011年10月5日 - 8日、ラフォーレミュージアム原宿） - 中浦ジュリアン 役[8]
- abc★赤坂ボーイズキャバレー Spin Off 『2回裏！』〜喝！＆勝つ！〜（2011年12月７日 - 11日、博品館劇場） - 林謙太 役[6]
- 『大江戸鍋祭～あんまりはしゃぎ過ぎると討たれちゃうよ～』（2011年12月23日 - 26日、明治座 / 2011年12月31日、梅田芸術劇場 メインホール） - 中浦ジュリアン 役
- 劇団スーパー・エキセントリック・シアター
  - 〜タイツマンズ バラ組LIVE「シュワッチ！」目指すはタイツの王子様〜（2012年3月14日 - 22日、赤坂RED/THEATER） - 明智秀光 役[6][9]
  - タイツマンズ・バラ組LIVE 全身総タイツ・ミュージカル・アクション・コメディー 「イシン！」（2014年2月21日、赤坂RED/THEATER） - アフタートークイベント「バラ組同窓会」出演[10]
- ロミオとジュリットのハムレット（2012年5月8日 - 13日、博品館劇場） - ローゼンクランツ / ティボルト 役[6][11]
- Be Withプロデュース VOL.24 THE BUTTERFLY EFFECT CHRONICLE 「LABYRINTH ラビリンス」（2012年6月21日 - 24日、池袋シアターグリーン BIG TREE THEATER）- ジョヴァンニ 役[12]
- 舞台:Decca♯3「ラ・カヌビエール〜奇跡のディナー」（2012年8月29日 - 9月2日、シアターサンモール） - 太一 役[13]
- 眠れぬ町の王子様〜prince of the sleepless town〜（2012年11月28日 - 12月2日、全労済ホール/スペース・ゼロ） - 海斗 役[14]
- ビューティー演劇「14番目の月〜僕たちが貴女をキレイにします!!〜」（2013年1月30日 - 2月3日、CBGKシブゲキ!!）[15][16]
- 華ヤカ哉、我ガ一族 オペラカレイド - 有田喜助 役
  - 初演（2013年4月23日 - 5月1日、星陵会館ホール）[17]
  - 再会（2013年8月3日 - 12日、星陵会館ホール）[18]
  - 第弐幕 狂宴（2014年12月12日 - 21日、星陵会館ホール）[19]
- 刑事・ル（2013年7月10日 - 19日、全労済ホール/スペース・ゼロ）[20]
- 「コミックジャック」（2014年11月13日 - 24日、サンシャイン劇場） - ラスエル 役[6][21]
  - 「コミックジャック―RETURN2016―」（2016年1月21日、紀伊國屋サザンシアター） - アフターイベント[22]
- ミュージカル『テニスの王子様』3rdシーズン - 伊武深司 役[23]
  - 青学vs不動峰（2015年2月13日 - 5月17日、TOKYO DOME CITY HALL 他）[24]
  - TEAM Live FUDOMINE（2015年7月29日 - 8月9日、AiiA 2.5 Theater Tokyo 他）[25]
  - 青学vs聖ルドルフ（2015年9月5日 - 11月3日、TOKYO DOME CITY HALL 他）[26]
  - Dream Live2016（2016年5月13日 - 21日、パシフィコ横浜 国立大ホール 他）[27]
  - 秋の大運動会 2019（2019年10月8日 - 9日、横浜アリーナ）[28]
  - 全国大会 青学vs立海 後編（2019年12月19日 - 2020年2月16日、TOKYO DOME CITY HALL 他）[29]
  - Thank-you Festival 2020（2020年2月26日、カルッツかわさき ホール）※本人として登壇[30][31]
- 『カードファイト!!ヴァンガード』〜バーチャル・ステージ〜 - 櫂トシキ 役
  - 初演（2016年1月5日 - 11日、AiiA 2.5 Theater Tokyo）[32]
  - リンクジョーカー編（2017年4月1日 - 9日、AiiA 2.5 Theater Tokyo）[33]
- 『ROCK MUSICAL BLEACH』〜もうひとつの地上〜（2016年7月28日 - 8月7日、AiiA 2.5 Theater Tokyo / 8月24日 - 28日、京都劇場） - 吉良イヅル 役[34]
- 劇団子供鉅人チャンバラ音楽劇「幕末スープレックス」（2016年9月17日 - 25日、東京芸術劇場 シアターイースト）[35]
- 舞台『刀剣乱舞』シリーズ - 鶴丸国永 役
  - 虚伝 燃ゆる本能寺 再演（2016年12月15日 - 30日、天王洲 銀河劇場 / 2017年1月7日・8日、アルモニーサンク 北九州ソレイユホール / 1月12日 - 17日、大阪メルパルクホール）[36][37]
  - 義伝 暁の独眼竜（2017年6月1日 - 25日、天王洲 銀河劇場 / 6月29日 - 7月2日、京都劇場 / 7月13日・14日、福岡サンパレス ホテル&ホール）[38][39]
  - 悲伝 結いの目の不如帰（2018年6月2日 - 6日、明治座 / 6月14日 - 7月1日、京都劇場 / 7月4日 - 6日、北九州ソレイユホール / 7月19日 - 22日、日本青年館ホール / 7月25日 - 29日、天王洲 銀河劇場）[40][41]
  - 慈伝 日日の葉よ散るらむ（2019年6月14日 - 23日、品川プリンスホテル ステラボール / 6月28日 - 7月7日、サンケイホールブリーゼ / 7月11日 - 15日、AiiA 2.5 Theater Kobe / 7月19日 - 8月4日、品川プリンスホテル ステラボール）[42][43]
- 斬劇『戦国BASARA』小田原征伐（2017年8月11日 - 20日、AiiA 2.5 Theater Tokyo / 8月25日 - 27日、立命館いばらきフューチャープラザ グランドホール） - 毛利元就 役（ダブルキャスト）[44]
- RICE on STAGE「ラブ米」 - ネリカ 役
  - 〜Endless rice riot〜（2017年11月17日 - 26日、品川プリンスホテル クラブeX）[45]
  - Festival in バレンタイン（2018年2月14日 - 17日、品川プリンスホテル クラブeX）※映像出演[46][47]
  - 〜I'll give you rice〜（2018年4月21日 - 30日、品川プリンスホテル クラブeX）[48][49]
  - ～Rice will come～（2021年11月18日 - 28日、品川プリンスホテル クラブeX）[50]
- 駆けはやぶさ ひと大和（2018年2月8日 - 18日、天王洲 銀河劇場 / 2月23日 - 25日、森ノ宮ピロティホール） - 横倉甚五郎 役[51]
- Live Musical｢SHOW BY ROCK!!｣―狂騒のBloodyLabyrinth―（2018年8月30日 - 9月9日、天王洲 銀河劇場 / 9月14日 - 17日、梅田芸術劇場 シアター・ドラマシティ）- マロ 役[52][53]
- 舞台「ニル・アドミラリの天秤」（2018年11月1日 - 11日、全労済ホール/スペース・ゼロ）- 汀紫鶴 役[54]
- 舞台劇「からくりサーカス」 - 阿紫花英良 役
  - 初演（2019年1月10日 - 20日、新宿FACE）[55]
  - デウス・エクス・マキナ（機械仕掛けの神）編（2019年10月10日- 19日、新宿FACE）[56][57]
- 舞台『どろろ』（2019年3月2日 - 3日・7日 - 17日・20日・23日、梅田芸術劇場 シアター・ドラマシティ 他）- 賽の目の三郎太 役[58]
- 舞台『桃源郷ラビリンス』（2019年4月4日 - 7日、なかのZERO 大ホール / 4月13日 - 14日、おかやま未来ホール）- 浦島雨海 役[59][60]
- 朗読劇『寄席から始まる恋噺』（2019年10月31日、三越劇場） - 斉藤宗人役[61][62]
- 狂言公演「能楽男師～鴈礫・附子～」（2020年3月15日、宝生能楽堂）[63]
- 闇劇「獄都事変」（2020年7月11日 - 19日、新宿FACE）- 佐疫 役[64][65]
- 舞台 真・三國無双 ～赤壁の戦い IF～（2020年8月20日 - 24日、日本青年館ホール）- 周瑜 役[66]
- 狂言公演「狂言男師」
  - 秋の章～柿山伏・附子～（2020年9月20日、宝生能楽堂）[67]
  - 冬の章～蟹山伏・口真似～（2020年12月28日、セルリアンタワー能楽堂）[68]
  - 〜月の章【呼声・棒縛】〜（2021年10月10日、セルリアンタワー能楽堂） - 太郎冠者 役 [69]
- 舞台版『誰ガ為のアルケミスト』
  - ～宛名ノナイ光～（2020年10月7日 - 11日、全5公演VR&2D無観客LIVE配信）- ソル 役[70]
  - -Last Blue 漆黒から、君ニ-（2022年2月20日 - 27日、新宿FACE） - ゼクス 役[71][72]
- ワーキング・ステージ『ビジネスライクプレイ』 - 月川翔平 役
  - ビジネスライクプレイ（2020年11月28日 - 12月5日、新宿FACE）[73][74]
  - ビジネスライクプレイ3（2024年5月3日 - 11日・新宿FACE）[75]
- 舞台『監獄REQUIEM』（2021年2月3日 - 2月7日、新宿村LIVE）- ミロク 役[76][77]
- 進戯団 夢命クラシックス#24「EMPEROR WARS」（2021年3月11日 - 3月14日、シアターサンモール） - 神谷聖 役[78]
- 「天才てれびくん the STAGE」～バック・トゥ・ザ・ジャングル～（2021年6月19日 - 6月26日、渋谷区文化総合センター大和田 さくらホール / 7月10日 - 7月11日、COOL JAPAN PARK OSAKA WWホール） - モリノ 役[79]
- 朗読劇『Astrologhias！』 - トーラス 役
  - 〜mythos 1 〜（2021年9月3日 - 9月5日、科学技術館 サイエンスホール）[80]
  - 〜mythos 2 〜（2022年5月6日 - 5月8日、科学技術館 サイエンスホール）
  - 〜mythos 3 〜（2023年4月14日 - 4月16日、科学技術館 サイエンスホール）

- 進戯団 夢命クラシックス #25「Requiem」（2021年9月30日 - 10月3日、シアターサンモール） - 徳川家康 役[81]
- イケメン戦国THE STAGE - 直江兼続 役
  - スペシャル 初夢！～ようこそ！くらぶ乱世へ～（2022年1月14日 - 16日、シアター1010）[82]
  - ～連合軍VS“戦乱の亡者”雑賀孫一編～（2022年8月18日 - 23日、ヒューリックホール東京）[83]
- 演戯『ヴィジュアルプリズン』ー月世饗宴ー（2022年4月8日 - 17日、天王洲 銀河劇場） - イヴ・ルイーズ 役[84]
- 音楽劇『クラウディア』（2022年7月23日 - 24日、東京建物 Brillia HALL / 7月29日 - 31日、森ノ宮ピロティホール）[85]
- 演劇版『稲川怪談』（2022年9月27日 - 10月2日、Mixalive TOKYO Theater Mixa）[86]
- 朗読劇「青空」（2022年11月4日、博品館劇場） - 大和 役[87][88]
- ミュージカル「チェーザレ 破壊の創造者」（2023年1月7日 - 2月5日、明治座） - ロベルト 役（スクアドラ・ロッサ）
- 特殊ミステリー歌劇「心霊探偵八雲」-思考のバイアス-（2023年3月2日 - 21日、Mixalive TOKYO Theater Mixa）- 中谷 役[89]
- 朗読活劇 信長を殺した男 2023（2023年4月27日 - 30日、東京芸術劇場 シアターウエスト）- 織田信長 役 他（チーム木瓜）[90]
- 日生劇場開場60周年記念 音楽劇『精霊の守り人』（2023年7月29日 - 8月6日、日生劇場 他）- ユン 役[91]
- ミステリ・ミュージカル『ルームメイトと謎解きを』（2023年11月18日 - 26日、サンシャイン劇場）  - 有岡優介 役[92]
- 朗読劇『朝彦と夜彦1987』（2024年1月11日・13日・14日 渋谷区文化総合センター大和田 さくらホール） - 山田夜彦 役[93]
- 冒険者たちのホテル〜ドラゴンクエストXに集いし仲間たち〜（2024年2月7日 - 12日、品川プリンスホテル クラブeX）[94]
- キ上の空論 獣三作 一作め『けもののおとこ』（2024年3月23日 - 31日、紀伊國屋ホール）[95]
- 朗読劇『むかしむかしあるところに、死体がありました。』（2024年4月18日、シアター1010）[96]
- 舞台『野球』飛行機雲のホームラン 〜Homerun of Contrail（2024年6月22日 - 30日、天王洲 銀河劇場 / 7月6日 - 7日、サンケイホールブリーゼ） - 岡光司 役[97][98]
- 舞台『ブルーロック』 - 乙夜影汰 役
  - 舞台『ブルーロック』3rd STAGE（2024年8月9日 - 12日、東大阪市文化創造館 Dream House 大ホール / 8月17日 - 25日、シアターH）[99]
  - 舞台『ブルーロック』4th STAGE（2025年5月15日 - 25日、THEATER MILANO-Za / 5月30日 - 6月1日、東大阪市文化創造館 Dream House 大ホール）[100]
  - 舞台『ブルーロック -EPISODE 凪-』（2025年11月20日 - 30日〈予定〉、東京ドームシティ シアターGロッソ）[101]
- 新ミュージカル『スタミュ』スピンオフ team 柊 単独公演『Caribbean Groove』（2024年10月4日 - 14日、IMM THEATER） - ジョルジュ 役[102]
- 朗読劇『スタートライン』（2024年11月4日、ヒューリックホール東京）[103]
- 進戯団 夢命クラシックス #28 20周年記念公演『Since Memory Chronicles』（2024年12月12日 - 15日、シアターサンモール）[104]
- ミュージカル『Fate/Zero』〜The Sword of Promised Victory〜（2025年1月18日 - 26日、THEATER MILANO-Za / 1月31日 - 2月2日、SkyシアターMBS） - 間桐雁夜 役[105]
  - ミュージカル『Fate/Zero』〜A Hero of Justice〜（2025年9月6日 - 21日〈予定〉、THEATER MILANO-Za）[106]

### 映画
- ももドラ　momo+dra（2012年2月4日公開）
- 桃源郷ラビリンス～生々流転～（2019年10月25日公開、トリプルアップ）- 浦島雨海 役

### TV
- 一夜づけ（2015年1月26日・27日、テレビ東京） - ゲスト出演
- サタデーヴァンガード1030（2015年12月12日、BSジャパン）
- アクターズナビ #11（2017年7月26日、TOKYO MX）
- 2.5次元男子推しTV シーズン3 #5 健人×納谷健（2019年2月15日、WOWOW）
- カメラ男子　プチ旅行記（2021年1月13日 - 3月17日、tvk ほか）
- ペアキュン（2021年9月23日、読売テレビ・日本テレビ系）
- NHKドラマ10「育休刑事」第6話（2023年5月23日、NHK）- 柿原健也 役（ゲスト出演）

### WEB
- WEBドラマ「ももドラ」epsode5（2011年12月24日） - 瀬尾聡 役
- チャノマップ（2019年8月29日 - 、YouTube）
- 刀剣乱舞 大演練 ～控えの間～（2020年8月11日、DMM.com）
- Streaming drama『今日のどこかで』（2020年9月6日、mevie） - 寺田翔馬 役
- 舞台俳優×よしもとオンラインライブ『劇タメ！新宿フルスロットル学園～令の巻～』（2020年9月13日）
- ミュージカル『テニスの王子様』Dream Stream前夜祭番組（2020年11月14日、SUPERLIVE by OPENREC）[108]
- ミュージカル『テニスの王子様』Dream Stream（2020年11月15日 - 21日、SUPERLIVE by OPENREC） - 伊武深司 役[109]
- 荒牧慶彦 ANOTHER WORLD #7（2020年11月18日・12月13日 、dTVチャンネル）
- 新感覚朗読劇「Candle Story」（2020年12月16日・19日・20日、OPENREC） - 圭冴 役
- 配信番組『カ想セ界』／朗読劇【ユ怪】シリーズ♯１「嘘かウソか」（2020年12月18日、Zoom）
- リアルタイム謎解きゲームショウ『Voice Mystery』（2021年3月20日、LINELIVE）
- 「名探偵は君だ～怪奇都市伝説殺人事件」第4話（2021年4月21日、dTVチャンネル） - 駒田義夫 役
- BASARA CLUB オンラインファンミーティング 2021夏（2021年7月17日）
- マーダーミステリー即興劇「探偵はすべからく嘘をつく」（2021年9月4日、BSスカパー） - 明智小四郎 役
- ショートドラマ「青いサイリウム」（2021年9月11日・9月12日、LINE LIVE）- 秋生 役
- ボイスドラマ『トークジュゲム』（2021年3月31日、ドワンゴジェイピー）- カズ 役[110]

### DVD
- ステージボウリングランプリ（2020年12月25日、カラレボ）[111]
- 健人×阿久津仁愛「カメラ男子 プチ旅行記 富山編」（2021年4月28日、TCエンタテインメント）

### CD
- シチュエーションCDシリーズ『Maison ～私の三兄弟～ Vol.1 春輝』（2021年6月30日、カラレボ）[112]

### ムック本
- キャストサイズ別冊『StyleBook 2012』Spring&Summer feat.Naoki Yoshida（2012年5月31日発売）

### イベント
- ＜LABYRINTH ラビリンス＞DVD発売記念イベント（2012年8月5日）
- 眠れぬ町の王子様DVD発売イベント「black angel 1日限りのOPEN！」（2013年3月24日）
- スペースクラフト男子の歌のイベント『MUSIC FOREVER 2013』（2013年10月14日）
- ★『WiZ』★ 幻・想・師★華麗・衝撃・感動のイリュージョンマジックショー♪（2013年12月8日）
- 舞台「刑事・ル」バルトる・映画祭上映（2014年5月22日）
- 大ヴァンガ祭ヒーローズファイト（2017年4月30日）
- 健人×阿久津仁愛「カメラ男子 プチ旅行記 富山編」完成披露イベント（2021年2月27日、 江戸東京博物館 大ホール）[113]
- 「カメラ男子」大分編・富山編合同感謝祭（2021年7月3日、サンパール荒川大ホール）[114]
- モテディアン・ナイト -THAT'S NEW-STYLE MANZAI SHOW-（2021年10月31日、星稜会館ホール）